# كيم هوك
كيم هوك (بالإندونيسية: Lie Kim Hok) (و. 1853 – 1912 م) هو كاتب، وصحفي إندونيسي، ولد في بوكور، بدأ مشواره المهني سنة 1870، توفي في جاكرتا، عن عمر يناهز 59 عاماً ، بسبب حمى نمشية.